# 森特維爾 (德克薩斯州)
森特維爾（英語：Centerville）是一個位於美國德克薩斯州萊昂縣的城市。根據2010年美國人口普查，該地共人口903人，而該地的面積約為3.80平方千米。同時該地也是萊昂縣的縣治。

## 地理
森特維爾的座標為31°15′23″N 95°58′46″W / 31.25639°N 95.97944°W，而該地的平均海拔高度為108米（即354英尺）。